# Heinz Lichem
Heinz Lichem, auch Heinz Lichem von Löwenbourg (* 20. Dezember 1941 in Graz; † 12. Mai 2007 in München) war ein Militärhistoriker, Schriftsteller und Journalist.

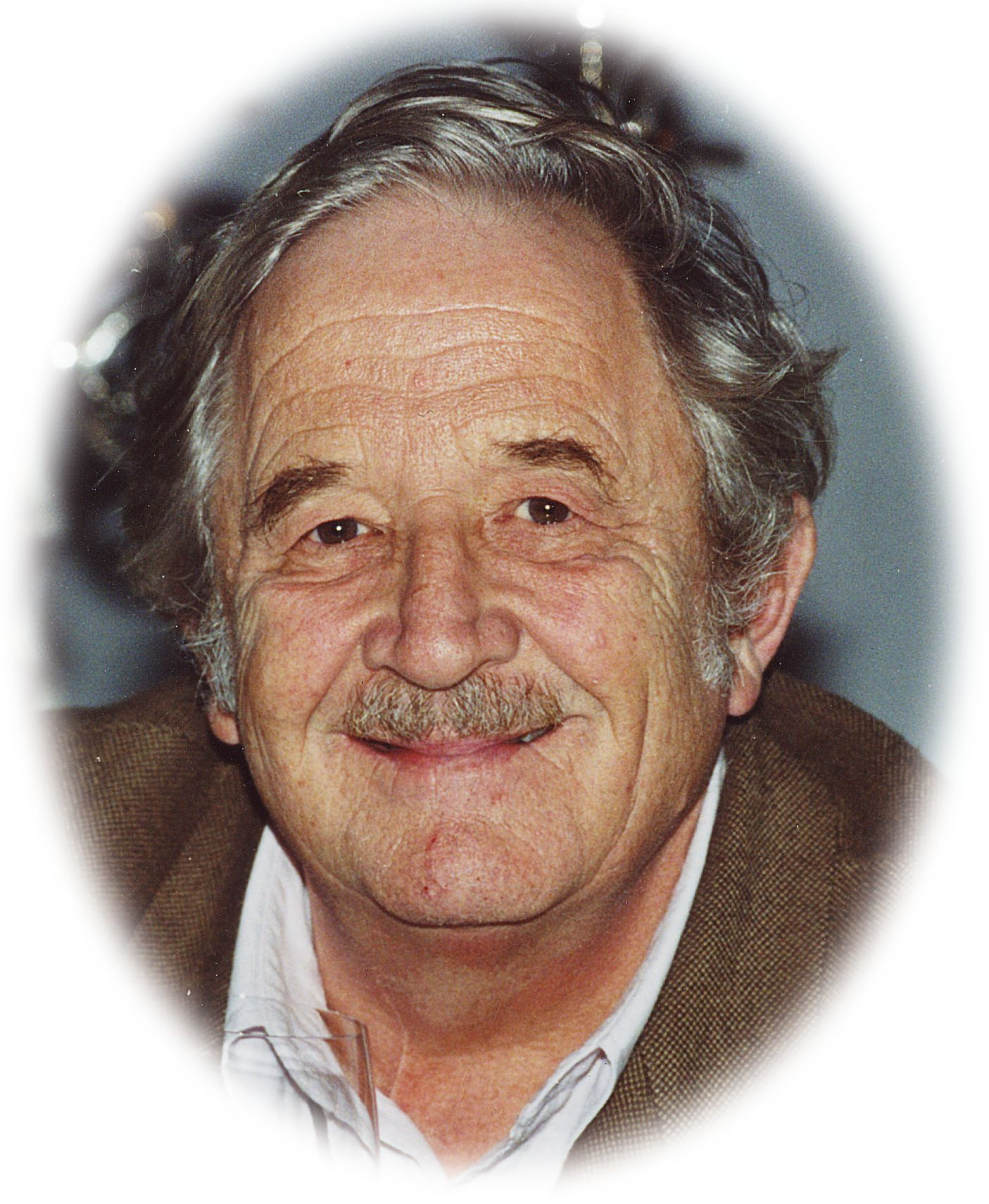
Heinz Lichem (2005)

## Leben
Er studierte Medizin, Geschichte und Geografie und wurde 1982 in Innsbruck mit einer Abhandlung über die Tiroler Kaiserschützen zum Dr. phil. promoviert.
Lichem verfasste zahlreiche Bücher über den Ersten Weltkrieg im Hochgebirge sowie zum Thema Fotografie. Er arbeitete an der Entstehung des Kriegsmuseums in Kobarid (Kobariški muzej), Slowenien mit und wurde für diese Mithilfe mehrfach ausgezeichnet.
Im Rahmen der Publizistik über den Gebirgskrieg 1915–1918 interviewte Lichem Tausende von Überlebenden, ging als Alpengeograph und Militärwissenschaftler alle hochalpinen Fronten der österreichisch-ungarischen und italienischen Hauptkampflinien ab. Er legte ein bekanntes Gebirgskriegsarchiv mit über tausend Original-Kriegsakten, Tagebüchern, Kriegslandkarten und Originalfotografien an und schloss in jahrzehntelanger Arbeit zahlreiche historische Lücken innerhalb der Berichterstattung über das einstige Geschehen. Neben der historischen Faktendarstellung legte Lichem Wert auf die Schilderung herausragender Persönlichkeiten auf Seiten aller Kriegsparteien.

## Historiografische Wertung
Lichem hegte erkennbar Sympathien für die „einzigartige multinationale Donaumonarchie“ und deren Soldaten. Dem „Konsumfetischismus“ der Gegenwart stellt er die Tapferkeit und den Heldenmut der alpinen Truppen beider Seiten gegenüber. Der Kriegseinsatz wird zum „Kreuzweg der Landesschützen“. Er preist die Kameradschaft der Soldaten und beschreibt eine angeblich homogene familiäre Truppe ohne Standesunterschiede, als „sicheren Garanten“ für die Verteidigung der Heimat. Offiziere werden ausschließlich positiv dargestellt, als schneidige Männer, die ihre Soldaten nicht im Stich lassen und nur schonend einsetzen. Lichems 3-bändiges Werk zum Gebirgskrieg 1915–1918, das 2018 unkommentiert neu aufgelegt wurde, sei, „ungeachtet seiner Detailversessenheit, eine hochproblematische und unterkomplexe Kriegserzählung, die das eigentliche Thema – den sinnlosen Kampf der Nationalismen, das blinde Versagen von Politik und die kalte Absurdität des militärischen und zivilen Tötens – verfehlt.“ Es „erschöpft sich in genrehaften Regimentsgeschichten, strapaziert das Motiv der Heimatverteidigung und bedient nostalgische Wir-Gefühle Altösterreichs“.

## Publikationen
- Der einsame Krieg. Hornung, München 1974, ISBN 3-87364-031-7, Athesia-Verlag, Auflagen 2–7, 1976–2007, ISBN 978-8870141740.
- Spielhahnstoss und Edelweiss – Die Geschichte der Kaiserschützen, Leopold Stocker Verlag, Graz 1977, ISBN 3-7020-0260-X.
- Der Tiroler Hochgebirgskrieg 1915–1918 im Luftbild, Steiger, Innsbruck 1986, ISBN 3-85423-052-4.
- Gebirgskrieg 1915–1918. (3 Bände), Athesia, Bozen 1996/97. Unveränd. Nachdruck ebd., 2018.
  - Ortler, Adamello, Gardasee. (Band 1). 1996, ISBN 88-7014-175-6.
  - Die Dolomitenfront von Trient bis zum Kreuzbergsattel. (Band 2). 1997, ISBN 88-7014-236-1.
  - Karnische und Julische Alpen. (Band 3). 1997, ISBN 88-7014-282-5.
- Rommel 1917. Hornung, München 1975, ISBN 3-87364-038-4.
- Ein Kaiser sucht den Frieden. Tyrolia, Innsbruck und Wien 1996, ISBN 3-7022-1993-5.
- Lusern und die Hochebene im Ersten Weltkrieg, MediaDomain, München, ISBN 978-3932918018.
- Knaurs Grosses Fotobuch. Droemer Knaur, München 1996, ISBN 3-426-26118-9.
- Das Leica-R-System. Laterna magica, München 1979, ISBN 3-87467-135-6.
- Führer durch die Adamello-Presanella-Baitone-Gruppe. Bergverlag Rother, München 1978, ISBN 3-7633-2312-0.